# Mussaendopsis beccariana
Mussaendopsis beccariana är en måreväxtart som beskrevs av Henri Ernest Baillon. Mussaendopsis beccariana ingår i släktet Mussaendopsis och familjen måreväxter. Inga underarter finns listade i Catalogue of Life.